# Darrell Samson
Darrell Samson, né le 13 octobre 1958 à Petit-de-Grat en Nouvelle-Écosse, est un enseignant, administrateur scolaire, entrepreneur et homme politique canadien. Il représente la circonscription de Sackville—Preston—Chezzetcook à la Chambre des communes du Canada de 2015 à 2025 sous la bannière du Parti libéral du Canada. De 1997 à 2003, il est un conseiller élu du Conseil scolaire acadien provincial.